# Non-Sectarian Anti-Nazi League
Die Non-Sectarian Anti-Nazi League to Champion Human Rights (ursprünglich American League for the Defense of Jewish Rights) war eine 1933 gegründete amerikanische Organisation mit dem Ziel eines Wirtschaftsboykotts gegen das nationalsozialistische Deutschland.

## Ziel
Gegründet wurde sie in New York City. Präsident bis 1938 war Samuel Untermyer, danach James H. Sheldon.
Die Organisation versuchte über Radio und Schriften die amerikanische Bevölkerung dazu zu bringen, keine deutschen Waren mehr zu kaufen. Dazu gab sie das „Anti-Nazi Economic Bulletin“ heraus, in dem unter anderem Listen von Firmen erschienen, die deutsche Waren verkauften. Diese Firmen wurden angeschrieben und aufgefordert, sich am Boykott zu beteiligen. Weigerte sich eine Firma, wurden andere Firmen, die sich am Boykott beteiligten, aufgerufen, diese Firma zu boykottieren.
Ziel war es auch, Amerikaner von Reisen nach Deutschland abzuhalten, damit sie kein Geld nach Deutschland bringen. Gegen die Olympischen Sommerspiele 1936 wurden ebenfalls zum Boykott aufgerufen.
Die Organisation bestand bis zum Tod von James H. Sheldon im Jahre 1975.

## Wirkung
In einem Bericht des Reichswirtschaftsministeriums über die Ausfuhrlage vom Dezember 1938 heißt es:

„Die Boykottbewegung geht in Holland, England, Südafrika und den Vereinigten Staaten in unveränderter Schärfe weiter. Es leiden hierunter besonders die deutschen Ausfuhrerzeugnisse, die in unmittelbare Berührung mit den Verbrauchern kommen und die ohne weiteres auch anderswo gekauft werden können (Eisen-, Stahl- und Blechwarenindustrie, Metallwarenindustrie, Bekleidungs-, Keramische- und Glasindustrie). Ausgesprochen Warenhaus- und Einheitspreisartikel haben so stark gelitten, dass für die betroffenen Industriezweige bereits Notstandsmaßnahmen erwogen werden (Erteilung öffentlicher Sonderaufträge). Vielfach wagen es ausländische Verkäufer nicht mehr, ihrer Kundschaft Waren mit deutscher Ursprungsbezeichnung vorzulegen.“